# Encyocrypta
Genre
Encyocrypta est un genre d'araignées mygalomorphes de la famille des Barychelidae.

## Distribution
Les espèces de ce genre sont endémiques de Nouvelle-Calédonie.

## Liste des espèces
Selon World Spider Catalog (version 14.0, 2013) :
- Encyocrypta abelardi Raven, 1994
- Encyocrypta aureco Raven & Churchill, 1991
- Encyocrypta berlandi Raven & Churchill, 1991
- Encyocrypta bertini Raven, 1994
- Encyocrypta bouleti Raven, 1994
- Encyocrypta cagou Raven & Churchill, 1991
- Encyocrypta colemani Raven & Churchill, 1991
- Encyocrypta decooki Raven & Churchill, 1991
- Encyocrypta djiaouma Raven & Churchill, 1991
- Encyocrypta eneseff Raven & Churchill, 1991
- Encyocrypta gracilibulba Raven, 1994
- Encyocrypta grandis Raven, 1994
- Encyocrypta heloiseae Raven, 1994
- Encyocrypta koghi Raven & Churchill, 1991
- Encyocrypta kone Raven & Churchill, 1991
- Encyocrypta kottae Raven & Churchill, 1991
- Encyocrypta kritscheri Raven & Churchill, 1991
- Encyocrypta kwakwa Raven, 1994
- Encyocrypta letocarti Raven & Churchill, 1991
- Encyocrypta lugubris Raven & Churchill, 1991
- Encyocrypta mckeei Raven, 1994
- Encyocrypta meleagris Simon, 1889
- Encyocrypta montdo Raven & Churchill, 1991
- Encyocrypta montmou Raven & Churchill, 1991
- Encyocrypta neocaledonica Raven & Churchill, 1991
- Encyocrypta niaouli Raven & Churchill, 1991
- Encyocrypta ouazangou Raven, 1994
- Encyocrypta oubatche Raven & Churchill, 1991
- Encyocrypta panie Raven & Churchill, 1991
- Encyocrypta risbeci Raven, 1994
- Encyocrypta tillieri Raven & Churchill, 1991
- Encyocrypta tindia Raven & Churchill, 1991

## Publication originale
- Simon, 1889 : Études arachnologiques. 21e Mémoire. XXXII. Descriptions d'espèces et the genres nouveaux de Nouvelle-Calédonie. Annales de la Société Entomologique de France, sér. 6, vol. 8, p. 237-247 (texte intégral).